# 아와노 겐토
아와노 겐토(일본어: 粟野 健翔, 2001년 1월 5일~)는 일본의 축구 선수이다.

## 구단 경력
그는 2022년 J3리그의 후쿠시마 유나이티드 FC에 입단했다.